# جير براتلاند
جير براتلاند (بالنرويجية البوكمول: Geir Bratland)‏ هو موسيقي نرويجي، ولد في 29 يوليو 1970 في نارفيك في النرويج.

## وصلات خارجية
- جير براتلاند على موقع IMDb (الإنجليزية)
- جير براتلاند على موقع ميوزك برينز (الإنجليزية)
- جير براتلاند على موقع ديسكوغز (الإنجليزية)
- جير براتلاند على موقع قاعدة بيانات الفيلم (الإنجليزية)